# Mia Van Roy
Mia Van Roy (Turnhout, 15 oktober 1944) is een Vlaamse actrice.
Ze is getrouwd met journalist Piet Piryns en is de moeder van Groen-politica Freya Piryns.

## Televisie en film
- In die dagen – Dienstmeisje (1968)
- Beschuldigde, sta op – Getuige (1970)
- Schildknaap van een vechtjas – Virgie (1971)
- Mira – stem Willeke Van Ammelrooy (1971)
- Rebel in soutane – Elena (1971)
- De vorstinnen van Brugge – Elise (1972)
- Baas Gansendonck – Trees (1974)
- Sleur – Brigitte (1979)
- Voor de glimlach van een kind – Actrice (1982)
- Elias of het gevecht met de nachtegalen – Moeder (1991)
- Minder dood dan de anderen – Non (1992)
- Moeder, waarom leven wij? – Vroedvrouw (1993)
- Bex & Blanche – Hotelierster (1993)
- Een nieuwe toekomst (1993)
- Terug naar Oosterdonk – Elza Mees (1997)
- Palmyra (1997)
- Heterdaad – Volkse vrouw (1998)
- Badry's Alibi – Oma (2000)
- Alexander – Hilda Degreef (2002)
- Droge voeding, kassa 4 – Moeder van Lena (2003)
- Wittekerke – Julia Collin (2006-2007)
- Man zkt vrouw – Thérèse (2007)
- Aspe – Moeder Marga Martens (2004-)
- Spoed – Miriam (2008)
- Code 37 – Georgette De Ceuster (2009)
- Louis la Brocante – Britt (2011)
- Binnenstebuiten – Irma (2013)
- Labyrinthus – Buurvrouw (2014)
- Vossenstreken – Joyce (2015)
- Achter de wolken – Lut (2016)
- Cordon – Monique (2014-2016)
- Beau Séjour (2017)
- Rupel – Foorkramer (2019)
- De twaalf – Celgenote van Frie (2019)